# Soșîșce, Șumsk
Soșîșce (în ucraineană Сошище) este un sat în comuna Litovîșce din raionul Șumsk, regiunea Ternopil, Ucraina.

## Demografie
Componența lingvistică a localității Soșîșce
     Ucraineană (99,44%)
     Alte limbi (0,56%)
Conform recensământului din 2001, majoritatea populației localității Soșîșce era vorbitoare de ucraineană (99,44%), existând în minoritate și vorbitori de alte limbi.